# Palazzo di Giustizia (Arezzo)
Il nuovo Palazzo di Giustizia di Arezzo, è un palazzo situato in Piazza Falcone e Borsellino 1, sede del tribunale di Arezzo.

## Storia
Progettato dall'architetto Manfredi Nicoletti, si articola in due volumi. Il primo, preesistente, è l'edificio dell'ex-Ospedale Sanatoriale Antonio Garbasso, sottoposto a restauro conservativo. Esso ospita la maggior parte degli uffici giudiziari. Il secondo volume è stato progettato ex novo e accoglie il garage, gli archivi, una grande hall a più livelli, due grandi aule a doppia altezza, una serie di uffici e la sala stampa, oltre ai relativi servizi.

## Struttura
L'impianto planimetrico è basato su un'ellisse, sezione di cono con vertice inclinato rispetto all'asse verticale dell'edificio. La parete nord a conca in granito segue la curvatura della superficie del cono, ma il suo rivestimento esterno è realizzato attraverso una serie di lastre piane di identica dimensione. La parete sud è formata da due superfici liberamente ondulate, ma, poiché queste curve complesse derivano da sistemi rigati, sono realizzate attraverso elementi semplici: pilastri rettilinei in acciaio disposti ognuno secondo una diversa inclinazione, che sostengono elementi di raccordo piani modulari in acciaio, tutti rettilinei.
Il progetto è legato ad alcune metafore: il rapporto con le antiche mura della città, la fragilità apparente di una foglia.
Il progetto del Nuovo Edificio porta ed espressione architettonica due fondamentali principi della bioclimatica: il raffrescamento e il riscaldamento passivo. La scelta compositiva è indirizzata verso una facciata più protetta a nord ed una più aperta a sud per consentire un miglior controllo climatico e quindi un abbattimento dei costi energetici.

## Premi
Nel 2002 il palazzo riceve il Premio Internazionale IAA per il miglior edificio del 2002.